# Robert C. Nicholas
Robert C. Nicholas (Hanover Courthouse, 1787. január 10. – Terrebonne megye, 1857. december 24. vagy 1856. december 24.) az Amerikai Egyesült Államok szenátora (Louisiana, 1836–1841).